# بارکلی-کینگستون (نیوجرسی)
بارکلی-کینگستون (به انگلیسی: Barclay-Kingston) یک منطقهٔ مسکونی در ایالات متحده آمریکا است که در شهر چری‌هیل واقع شده‌است. بارکلی-کینگستون ۷٫۴ کیلومتر مربع مساحت و ۱۰٬۷۲۸ نفر جمعیت دارد.